# M/S Kungshatt

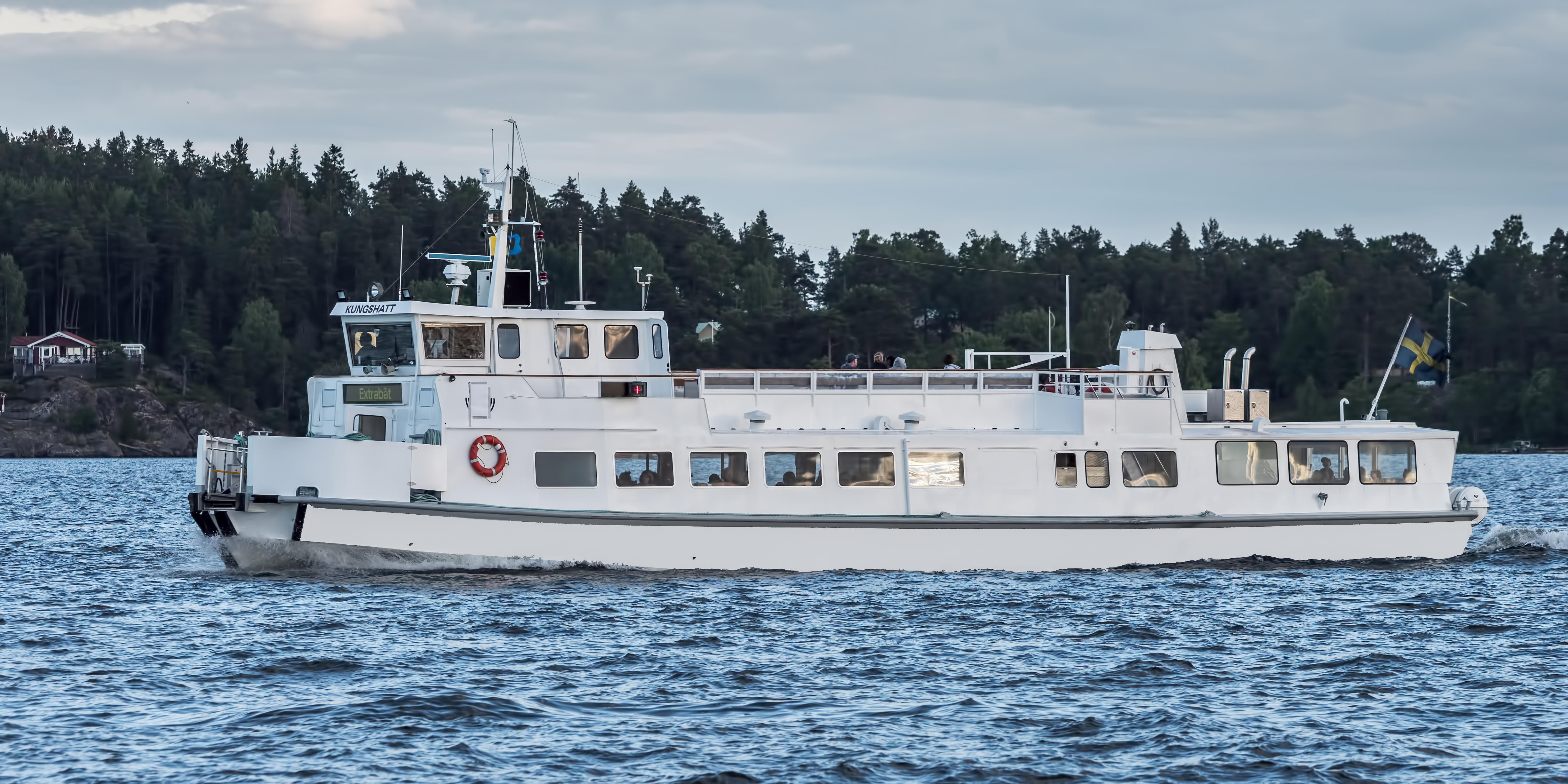
M/S Kungshatt utanför Vaxholm 2017

M/S Kungshatt  är en pendelbåt i Mälaren som trafikeras åt Storstockholms Lokaltrafik av Rederiaktiebolaget Ballerina. Båten tar emot 190 passagerare och 30 cyklar. Fartyget byggdes 1971 av Boghammar Marin AB i Lidingö och levererades till AB Göteborg - Styrsö Skärgårdstrafik som Harry Hjörne.

## Allmänt
Fartyget såldes 1980 till Utö taxi AB och bytte namn till Mysing. Årsta havsbad – Utö trafikerades. År 1982 byts maskineriet ut. År 1989 såldes fartyget till AB Smögentrafik och döptes om till Smögenö. Bohusläns mellersta skärgård trafikerades, varefter fartyget namnändrades till Hållö 1990. År 1991 såldes fartyget till Stockholms södra skärgårds samtrafik AB och döptes om till Sjösala af Stafsnäs och trafikerade Stockholms skärgård.
År 1996 byttes maskinerna ut mot nya, begagnade maskiner. År 2004 monterades nya huvudmaskiner av typ Volvo Penta D12D-B MH, 800 hk, 588 kW, vilka installerades av Ullmek i Säbyviken. År 2007 gjordes Sjösaga handikappanpassad och försågs med hydraulisk landgång och elektronisk informationsskylt. Sjösaga såldes 2009 till Caskad Rederi AB på Runmarö.
År 2014 hyrdes Sjösaga ut till Rederi Mälarstaden i Västerås. Hon gick i trafik på Mälaren. År 2016 bytte fartyget namn till M/S Kungshatt och trafikerade däreftet  Ekerölinjen av Ballerina. Från 1 januari 2020 är Kungshatt ordinarie fartyg på linje 80 från Nybroplan via Nacka och Lidingö till Ropsten.

## Galleri

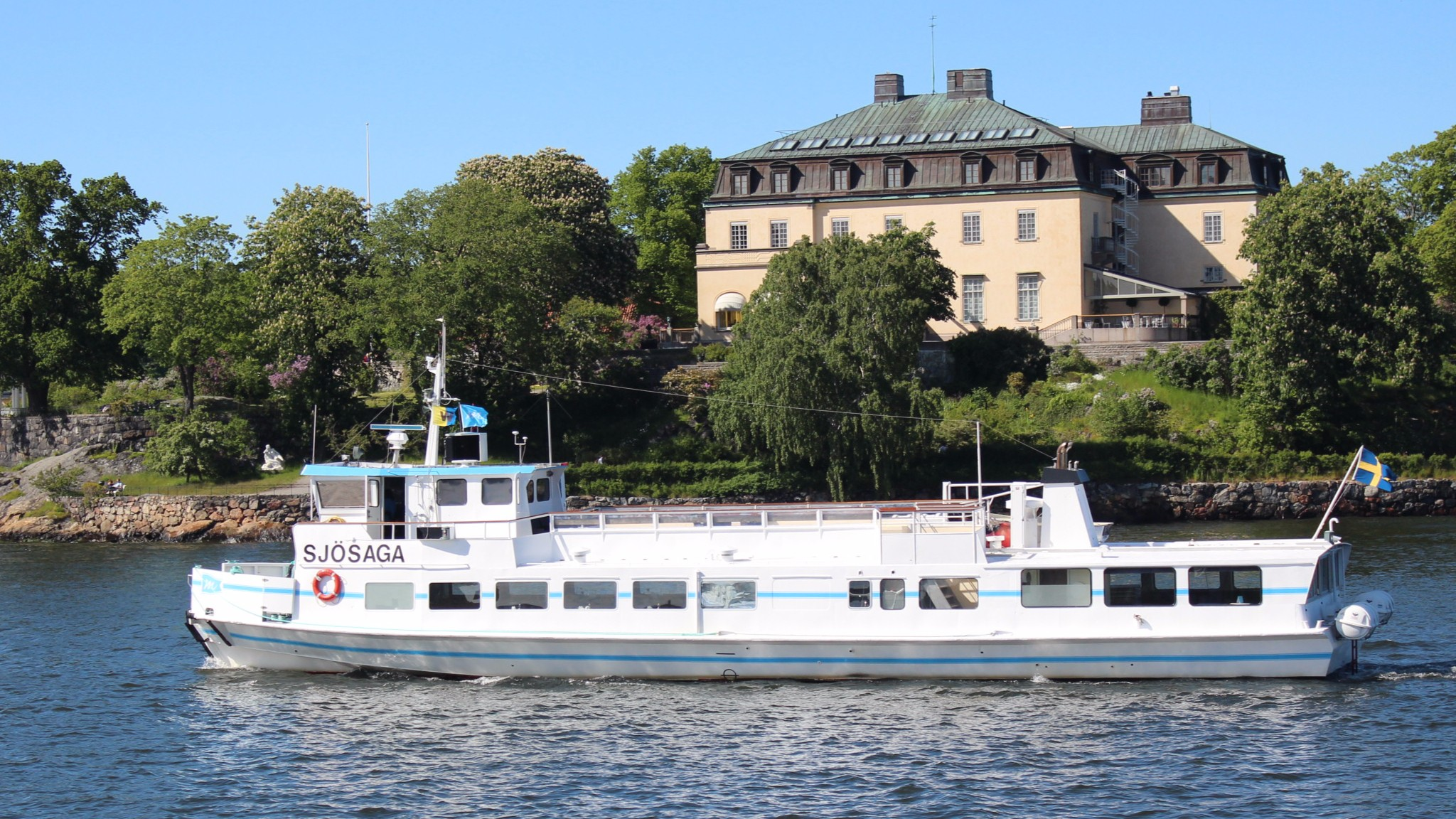
Båten under namnet Sjösaga utanför Waldemarsudde
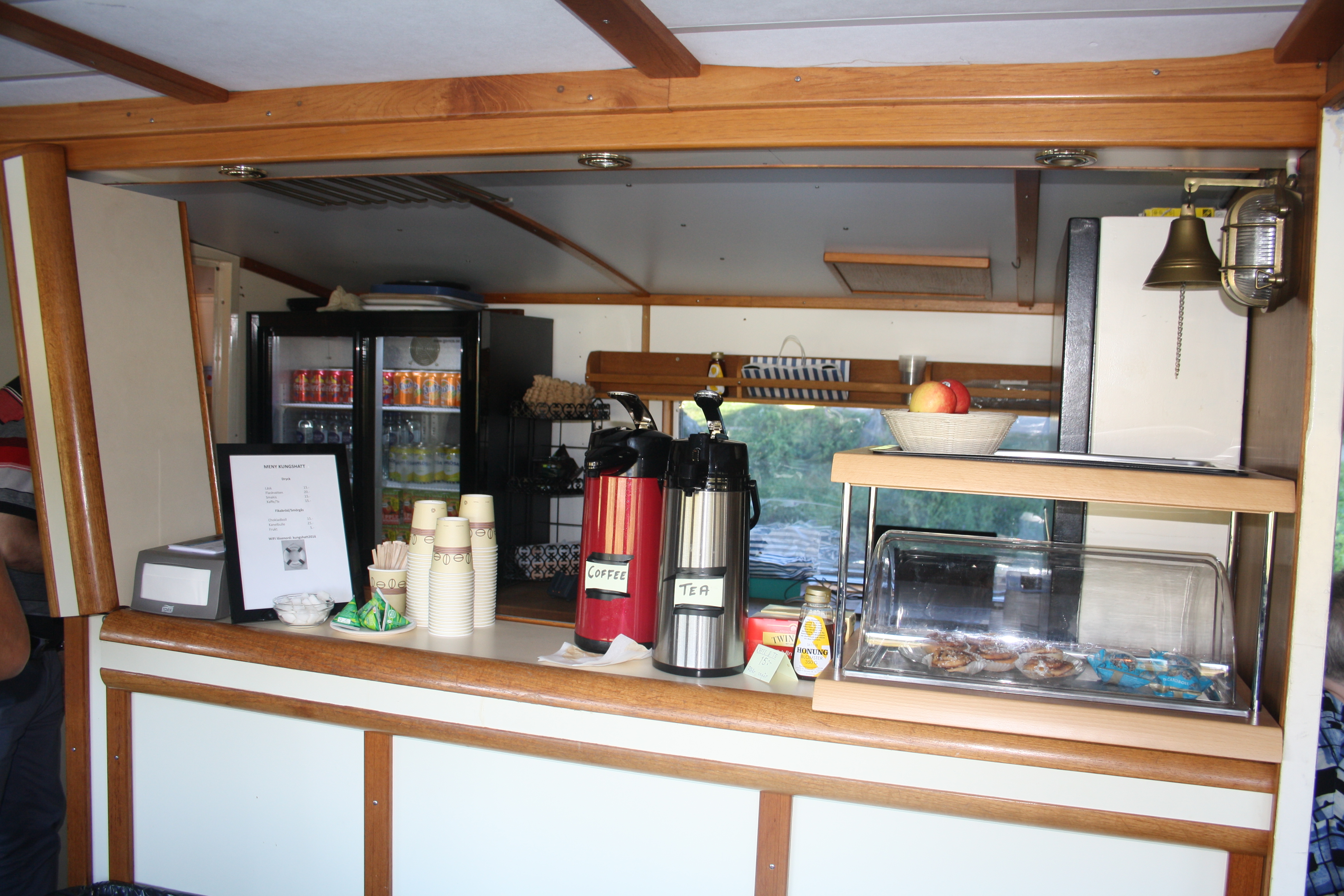
Servering ombord
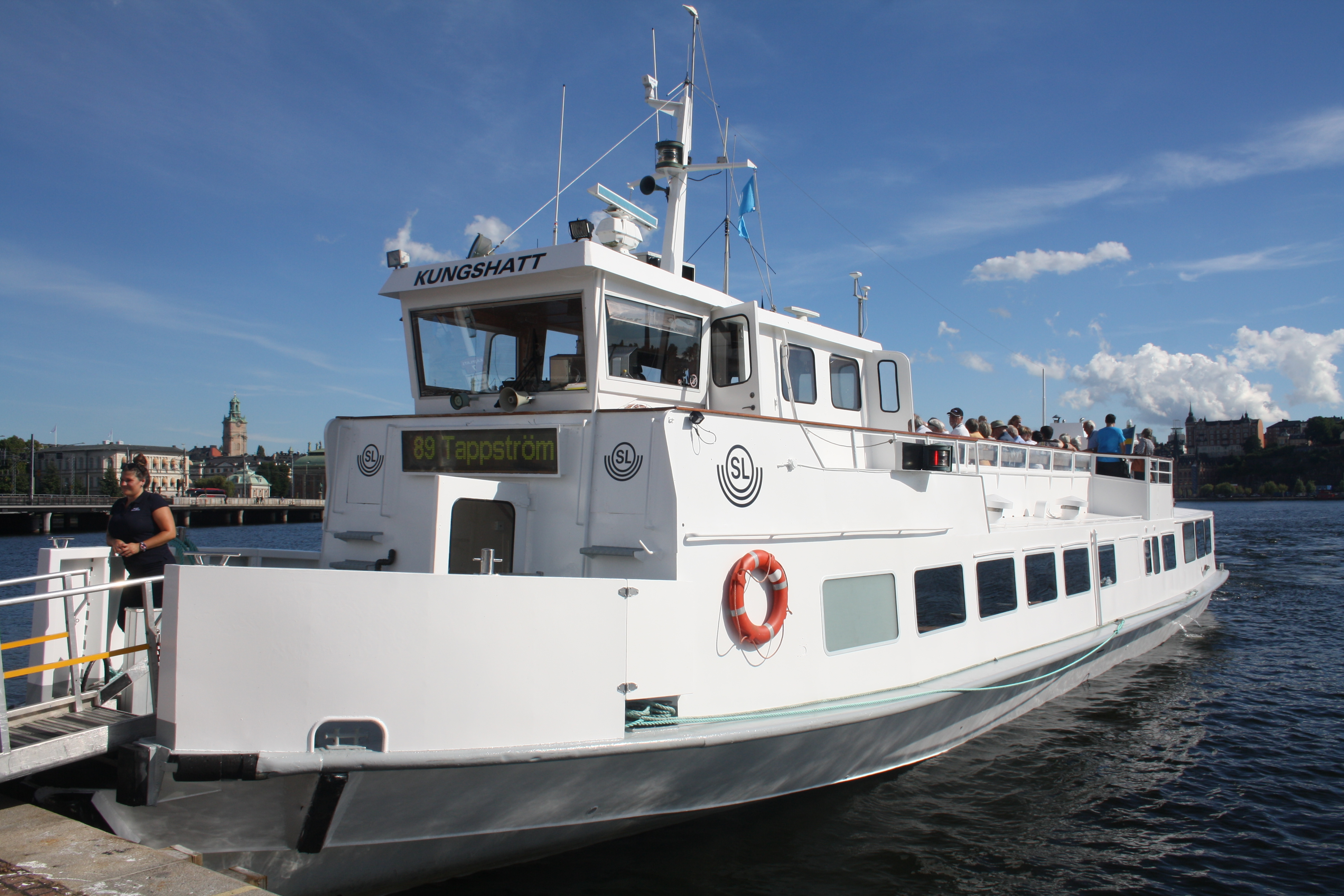
Båten i Klara Mälarstrand
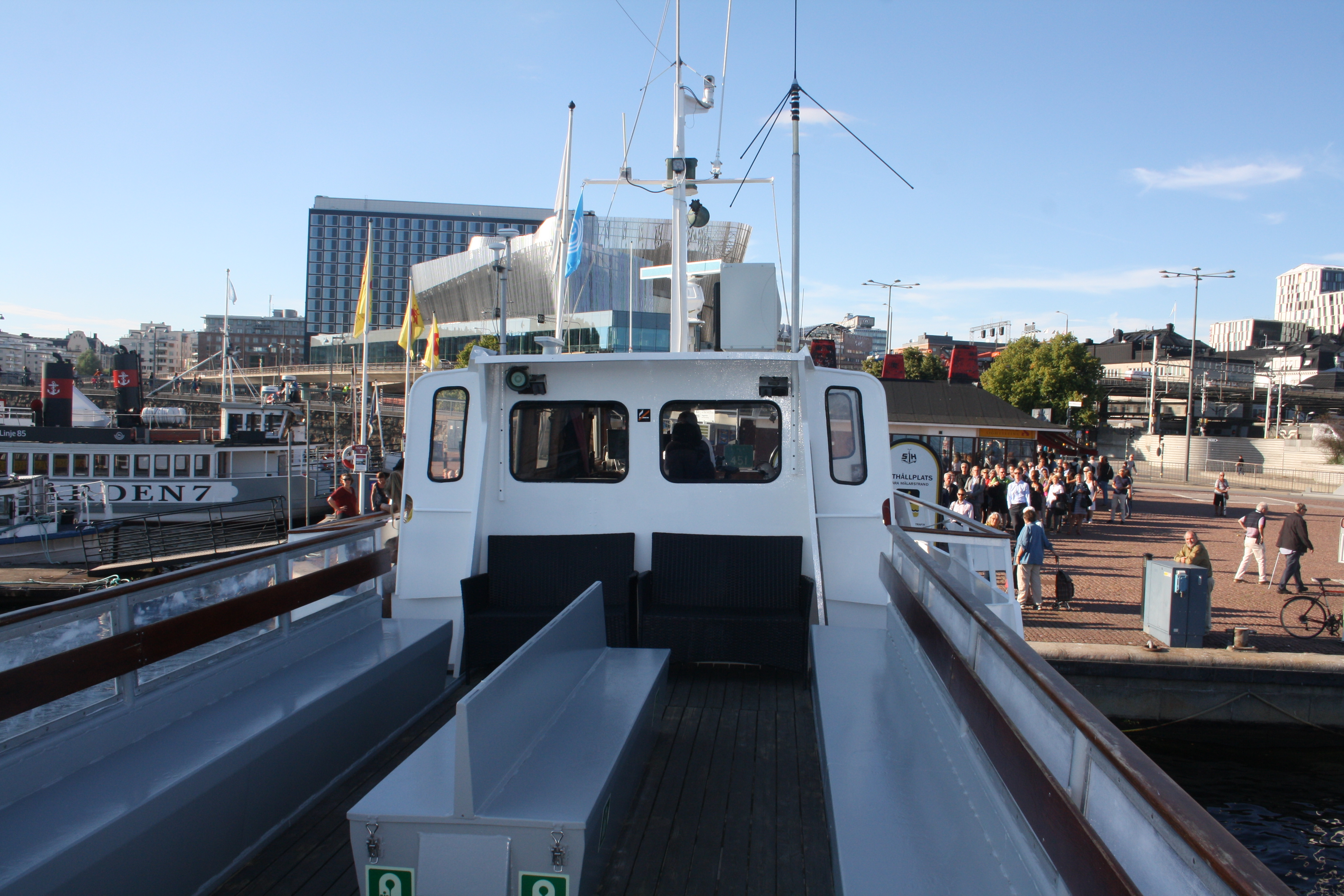
Ute på däck
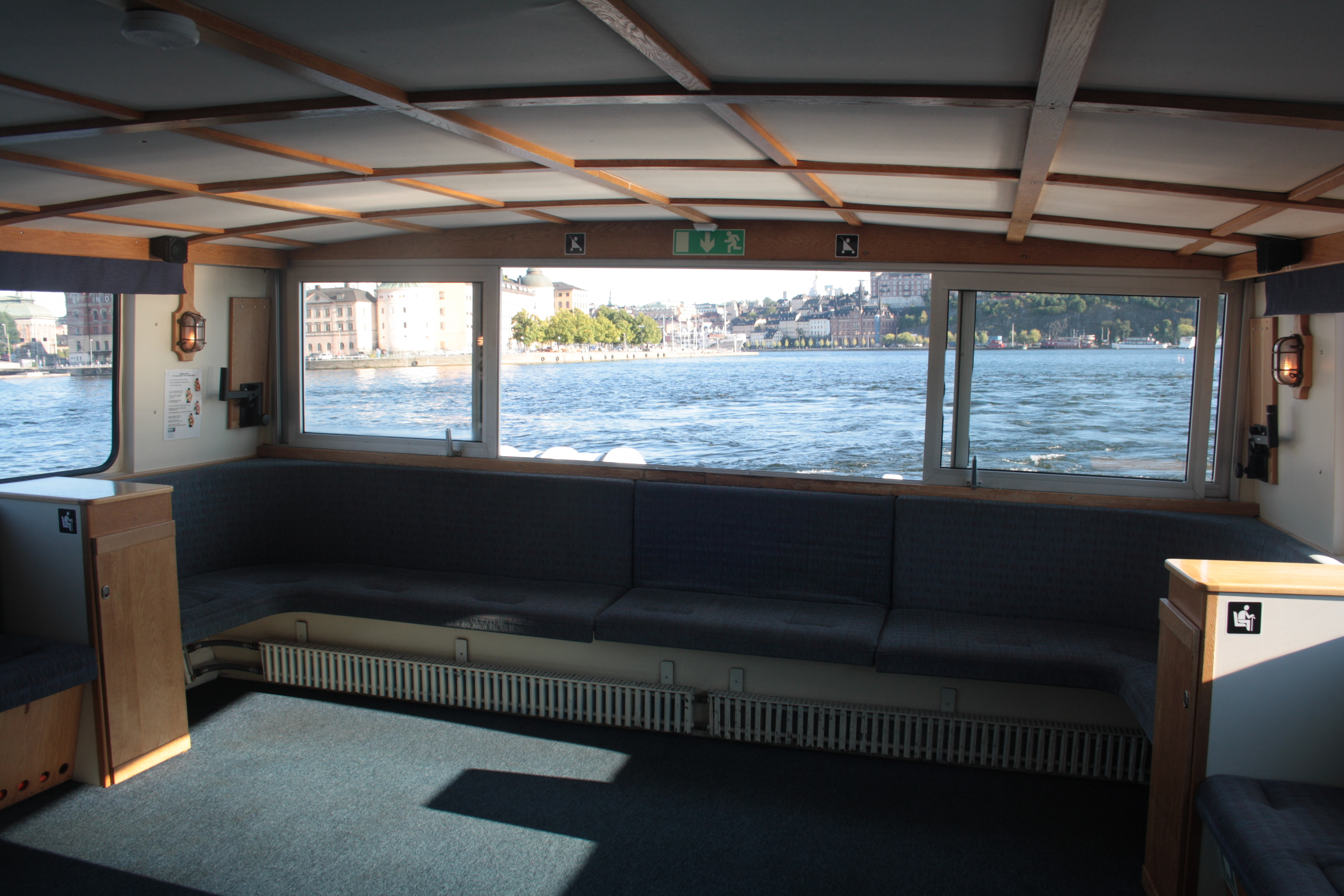
Sittplatser
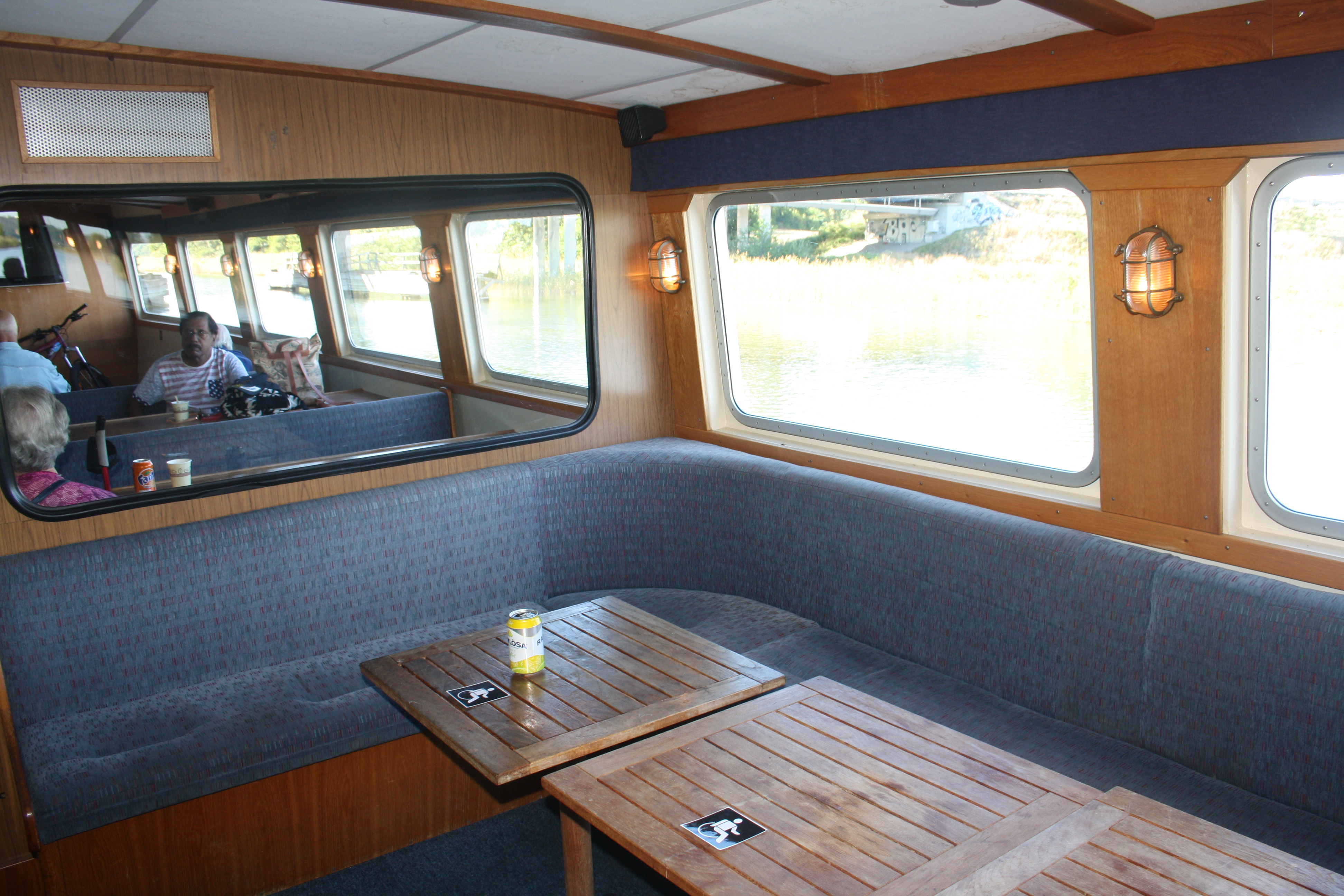
Sittplatser

### Webbkällor
- Rederi Mälarstadens hemsida